# Batyr Khan
Batyr Khan fou kan de l'Horda Petita Kazakh vers 1748 a 1785, en oposició a Nurali Khan.
Era fill de Kaip Khan que del 1715 al 1718 havia disputat l'hegemonia amb Abu l-Khayr Khan. Fou proclamat kan per una part dels notables de la Petita Horda dominant cap al sud del territori (mentre Nurali Khan governava cap al nord). El seu fill Kaip o Ghaip Khan havia estat proclamat kan a Khiva.
Batyr va enviar delegats a Orenburg i va demanar als russos ser autoritzat a escortar les caravanes de Khivà i Bukharà, proposta reforçada pel suport del kan de Khivà. Rússia va refusar amb l'excusa que això crearia un conflicte amb Nurali Khan, amb el que se li ordenava viure en termes amistosos. Però les caravanes de Khivà creuaven pel seu territori evitant el de Nurali, al que privaven dels drets de pas que pagaven.
La divisió del kanat va durar fins al 1785.